# 다모증
털과다증(-過多症; 영어: hypertrichosis), 암브라스 증후군(영어: Ambras syndrome), 다모증(多毛症)은 신체에 털의 양이 비정상적으로 많은 것을 말한다. 다모증은 대부분 비공식적으로는 늑대인간 증후군(영어: werewolf syndrome)이라고 하는데, 이는 겉모습이 신화적 늑대인간과 비슷하기 때문이다. 두 종류의 다모증이 있는데, 전신에 발생하는 다모증과 특정 부위인 국부에 발생하는 다모증이 그것이다. 다모증은 선천성일 수도 있고 후천성일 수도 있다. 눈에 보이는 부분, 얼굴, 겨드랑이의 안드로겐 의존 털을 제외하고는 피부 위에 털이 과도하게 난다.
19세기와 20세기 초에 훌리아 파스트라나와 같은 여러 서커스 슬라이드쇼 공연자들이 다모증이 있었다. 그들 중 다수가 기형쇼에서 일했으며 사람과 동물의 기질을 갖추고 있는 것으로 선전되었다.
자신이 늑대인간이라고 생각하는 정신병은 낭화증이라고 한다.

## 분류
다모증에는 2가지 분류 방식이 사용된다. 하나는 전신 다모증과 국소적 다모증으로 나눌 수 있고, 다른 하나는 선천성이냐 후천성이냐로 나눌 수 있다.

### 선천성
선천성 다모증은 유전자 돌연변이에 의해 발생되며 후천성에 비해 극히 희귀하다. 선천성 다모증은 태어날 때 무조건 존재한다.

### 후천성
후천성 다모증은 태어난 이후에 발현한다. 복수의 병인에는 약물의 부작용, 암과의 연관, 식이장애의 잠재적 연관을 포함할 수 있다. 후천성은 보통 여러 치료를 통해 감소시킬 수 있다.

### 조모증
다모증은 조모증으로 잘못 분류되는 경우가 종종 있다. 조모증은 여성과 어린이에게만 예외적으로 발생하는 다모증의 일종으로, 안드로겐에 민감하게 반응하여 털이 과도하게 성장하게 된다. 조모증 환자들은 남성의 털이 성장하는 패턴을 보여준다. 조모증이 있는 여성에게는 가슴과 등의 털이 종종 보인다.
조모증은 선천성일 수도 후천성일 수도 있다. 여성에게 과도한 남성 호르몬이 있는 것과 관련되므로 증상은 여드름, 깊은 목소리, 비정기적인 월경 주기, 더 남성스런 체형을 포함할 수 있다. 안드로겐(남성 호르몬) 수치의 증가는 대부분의 조모증의 주된 병인이다. 안드로겐의 수치가 높아져 발생하는 것으로, 약물을 통해 안드로겐 수치를 저하시킴으로써 치료할 수 있다. 일부 경구 피임약과 스피로노락톤은 안드로겐 수치를 줄여준다.

## 증상
모든 형태의 다모증의 주요 특징은 과도한 털이다.다모증의 털은 보통 예상한 것 보다 더 긴 것이 보통이며 어떠한 종류의 털(취모, 연모, 말단모)로도 구성될 수 있다. 패턴형 다모증은 패턴 형태로 털이 자라게 한다. 전신형 다모증은 몸 전반에 털이 자라나게 한다. 국소형 다모증은 특정 부위에만 털이 자라나게 한다.

## 병인

### 유전성
배냇털과다증(Hypertrichosis lanuginosa)
선천성 배냇털과다증은 염색체 8의 q22밴드의 동원체 부위를 하지 않는 역위에 의해 발생할 수 있다. 그러나 유전이 아닌 자발적인 유전자 돌연변이의 결과일 수도 있다. 이러한 형태는 피부에 영향을 미치는 상염색체 우성 피부병이다.
전신 다모증(Generalized hypertrichosis)
전신 말단 다모증 (Generalized hypertrichosis terminalis)
기타 다모증 패턴

### 질병
후천성 다모증은 흔히 암과 함께 존재한다. 이 질병은 식욕부진, 또 갑상샘과다증과 같은 호르몬 불균형, 특정 약물의 부작용과 같은 물질대사 질환과도 관련된다.
후천성 전신 다모증은 암에 의해 발생할 수 있다. 그로 인하여 털이 성장하는 것은 악성으로 간주된다. 암 유도 다모증 뒷편에 위치한 매커니즘은 알려져 있지 않다. 구강 및 국부 미녹시딜 치료는 후천성 전신 다모증을 일으키는 것으로도 알려져 있다.

### 약물
후천성 국소 다모증

### 기타
알 수 없는 병인
선천성으로 국한된, 국소의, 모반 모양의 다모증을 일으키는 구체적인 유전자 돌연변이는 알려져 있지 않다.

## 병태생리학

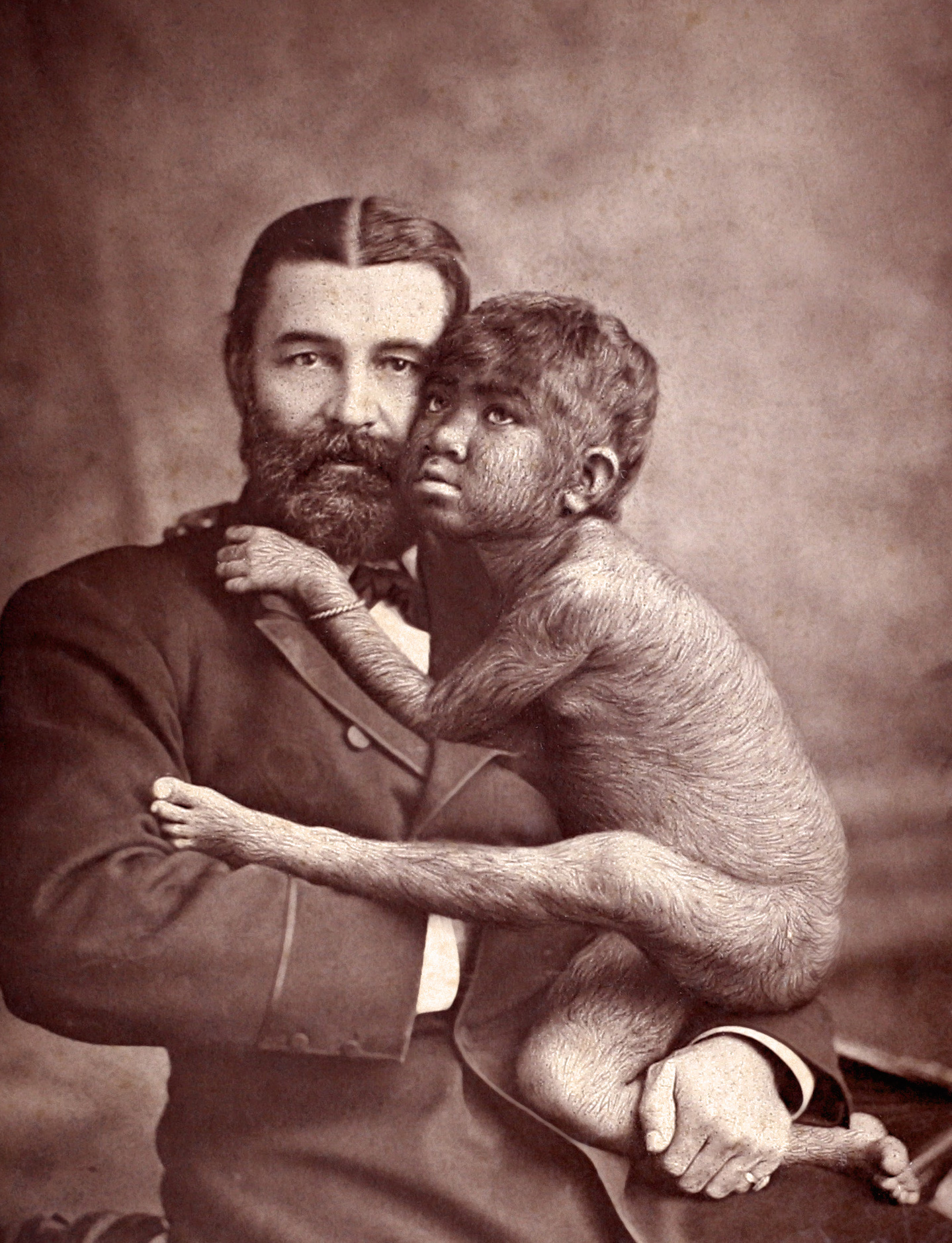
크라오 파리니 (1883년)

수많은 매커니즘이 다모증을 유발할 수 있다. 하나의 원인에는 조그마한 연모(vellus hair)가 더 큰 말단모로 변화하는 피부를 동반한다. 이러한 변화는 보통 청소년기에 발생하며, 이 때 연모가 겨드랑이의 모낭과 사타구니가 말단모 모낭으로 성장한다. 다모증은 동일한 종류의 변화를 수반하지만 보통 말단모를 생성하지는 않는다. 이러한 변화에 대한 매커니즘은 제대로 파악되지 않은 상황이다.
다른 매커니즘은 모발 주기의 변화를 동반한다. 모발 주기에는 세 단계가 있다: 성장기 모발(anagen), 퇴화기 모발(catagen), 휴지기 모발(telogen). 성장기 단계가 정상 이상으로 증가하면 영향을 받는 부위는 털이 과도하게 자라는 것을 경험하게 된다.

## 진단
다모증은 안드로겐에 민감하지 않은 지역에서 나이, 성별, 그리고 민족에 대해 과도한 털의 발생을 통해 임상적으로 진단된다. 과도한 길이나 밀도의 형태로 과도하다고 볼 수 있으며 머리 종류(취모, 연모, 말단모)를 구성할 수 있다.

## 관리
선천성 다모증의 경우 치유 방법은 없다. 후천성 다모증의 치료는 기반이 되는 병인의 해결을 시도하는 것에 기반을 둔다. 후천성 다모증은 다양한 원천이 있으며 다모증을 일으키는 요인(예: 원치 않는 부작용이 있는 약물)을 제거함으로써 치료하는 것이 일반적이다. 선천성이든 후천성이든 간에 다모증은 모두 제모를 통해 감소시킬 수 있다. 제모 치료는 2개의 주요 부분으로 분류된다: 일시적 제모와 영구적 제모. 치료는 흉터, 피부염, 과민반응을 일으키는 부작용이 있을 수 있다.
일시적 제모는 사용 방식에 따라 수 시간에서 수 주 간 지속될 수 있다. 이러한 절차는 순수 미용 목적이다. 트리밍, 면도, 화학 제모제와 같은 털 제거 방식은 피부 수준까지 털을 제거하며 수 시간에서 수 일 정도 지속되는 결과를 낳는다. 플러킹, 전기분해(electrology), 왁싱, 슈거링, 스레딩과 같은 제모 방식은 뿌리부터 털을 완전히 제거하며 수 일에서 수 주까지 지속된다.
영구적 제모는 화학 물질, 다양한 종류의 에너지, 털의 성장을 일으키는 세포를 대상으로 한 조합을 사용한다. 레이저 제모는 색이 있는 털의 제거에 효과적인 방식이다. 레이저는 흰 털을 치료하지는 못한다. 레이저는 모낭의 하위 1/3의 멜라닌 색을 대상으로 한다. 전기분해는 전류 및 국소 가열을 사용한다. 미국 식품의약국(FDA)는 "영구적인 제모"에 대해서 오직 전기분해만 사용하도록 지시하는데 그 까닭은 모든 색의 털을 제거할 수 있다는 것이 입증되었기 때문이다.
털 생성을 줄이는 약은 현재 시험 중이다. 하나의 의학적 선택 사항은 성호르몬 결합 글로불린을 증가시킴으로써 테스토스테론을 억제하는 것이다. 다른 선택 사항으로는 황체형성호르몬을 규제함으로써 털의 과생성을 제어하는 것이다.

## 역학
선천성 다모증은 매우 드문 편이다. 단지 50가지의 선천성 다모증이 중세시대 이후로 기록되고 있으며, 100개 미만의 선천성 전신 다모증이 과학 출판물과 매체를 통해 문서화되고 있다. 선천성 전신 다모증은 멕시코의 한 가족으로 국한되어 있다. 후천성 다모증과 조모증은 더 흔하게 보이는 질병이다. 이를테면, 조모증은 18~45세의 여성 중 약 10%에서 발병한다.

## 역사
다모증이 최초로 기록된 사례는 카나리아 제도의 페트루스 곤살부스이다. 이것은 17세기 중반 알트로반두스(Altrovandus)가 기록하였으며 《Monstrorum Historia cum Paralipomenis historiae omnium animalium》이라는 제목으로 1642년 출판하였다. 곤살부스 가의 두 명의 딸, 한 명의 아들, 그리고 손주는 모두 다모증이 있었다. 인스브루크 주변의 암브라스 성에서 이 가족의 초상화가 발견되면서 알트로반두스는 이들을 암브라스 가로 별명을 붙였다. 이후 300년 동안 약 50건의 사례가 관찰되었다. 과학자 루돌프 피르호(Rudolf Virchow)는 1873년에 잇몸 비대를 동반하는 다모증을 기술하였다.

## 동물
고양이에게서 종종 이 질병이 발견된다. 이 질병을 앓던 Atchoum라는 이름의 수컷 페르시안은 다모증이 가져다준 이상한 모습 때문에 어느 정도 눈에 띄게 되었고 "늑대인간 고양이"라는 별명이 붙었다
1955년, 사라왁 주에서 데려온 암컷 회색긴팔원숭이는 얼굴에 털이 비정상적으로 나는 것을 보여주었다. 이것이 얼굴 다모증 때문에 발생했다고 가정하고 있다.

## 같이 보기
- 조모증
- 낭화증